# Apalharpactes
Apalharpactes – rodzaj ptaków z rodziny trogonów (Trogonidae).

## Zasięg występowania
Rodzaj obejmuje gatunki występujące na Jawie i Sumatrze.

## Morfologia
Długość ciała 30–34 cm.

## Systematyka

### Etymologia
Apalharpactes (Aphalharpactes): zbitka wyrazowa nazw rodzajów: Apaloderma Swainson, 1833 (afrotrogon) oraz Harpactes Swainson, 1833 (sędzioł).

### Podział systematyczny
Takson wyodrębniony z Harpactes. Do rodzaju należą następujące gatunki:
- Apalharpactes reinwardtii (Temminck, 1822) – sędzioł cytrynowy
- Apalharpactes mackloti (S. Müller, 1836) – sędzioł sumatrzański